# Застава Малезије
Застава Малезије, позната и као Jalur Gemilang ("Пруге поноса"), садржи 14 узастопних црвених и белих пруга са плавим квадратом у горњем левом углу са полумесецом и 14-краком звездом, познатој као Bintang Persekutuan (Федерална звезда). Четрнаест пруга једнаке ширине представљају једнак статус 13 малезијских држава и федералне владе, а 14 кракова на звезди јединство међу тим ентитетима. Полумесец представља ислам, службену религију земље, жута боја је краљевска боја владара Малаје, а плава симболизује јединство становника Малезије.
Садашња застава је усвојена 16. септембра 1963.
Иако је врло слична застави САД, нема никавих веза између те две заставе. 

## Галерија
| Федерација Малезијских држава Застава од 1896. до 1950. |
|                                                         |
| Малаја Застава од 1950. до 1963.                        |
|                                                         |
| Малезија                                                |